# Thomas Giessing
Thomas Giessing  (né le 19 mars 1961 à Rhede) est un athlète allemand spécialiste du 400 mètres. Licencié au LAZ Rhede, il mesure 1,97 m pour 85 kg.

## Carrière

### Palmarès
| Date | Compétition           | Lieu    | Résultat | Ébauche    | Performance   |
| ---- | --------------------- | ------- | -------- | ---------- | ------------- |
| 1982 | Championnats d'Europe | Athènes | 1er      | 4 × 400 m  | 3 min 00 s 51 |
| 1982 | Championnats d'Europe | Athènes | 8e       | 400 mètres | 48 s 60       |

### Records
| Épreuve    | Performance   | Lieu | Date |
| ---------- | ------------- | ---- | ---- |
| 400 mètres | 46 s 00       |      | 1983 |
| 800 mètres | 1 min 45 s 73 |      | 1986 |